# Nupserha endroedyi
Nupserha endroedyi är en skalbaggsart som beskrevs av Stefan von Breuning 1981. Nupserha endroedyi ingår i släktet Nupserha och familjen långhorningar. Inga underarter finns listade i Catalogue of Life.